# L'Osservatore Romano
L’Osservatore Romano (Římský pozorovatel) je deník Svatého stolce založený v roce 1861. Deník pokrývá především aktivity Svatého stolce a dění v církvi a oznamuje (a popřípadě i zveřejňuje) papežské dokumenty. Není ovšem oficiální publikací církve, kterou je věstník Acta Apostolicae Sedis.
V hlavičce každého vydání jsou pod názvem deníku hesla Unicuique suum (Každému jeho) a Non praevalebunt (Brány pekla nezvítězí). 
V italštině vychází jako deník, v dalších sedmi jazycích pak v podobě stručných souhrnů nejdůležitějších článků vydávaných jednou týdně (francouzsky, anglicky, španělsky, portugalsky, německy a malajálamsky) či měsíčně (polsky).
Dne 27. června 2015 zřídil papež František v rámci Římské kurie Dikasterium pro komunikaci, které spravuje i deník L'Osservatore Romano. Redakce sídlí na Via del Pellegrino ve Vatikánu. Současným šéfredaktorem deníku je od roku 2018 Andrea Monda.

## Přílohy a magazíny

### L'Osservatore della Domenica

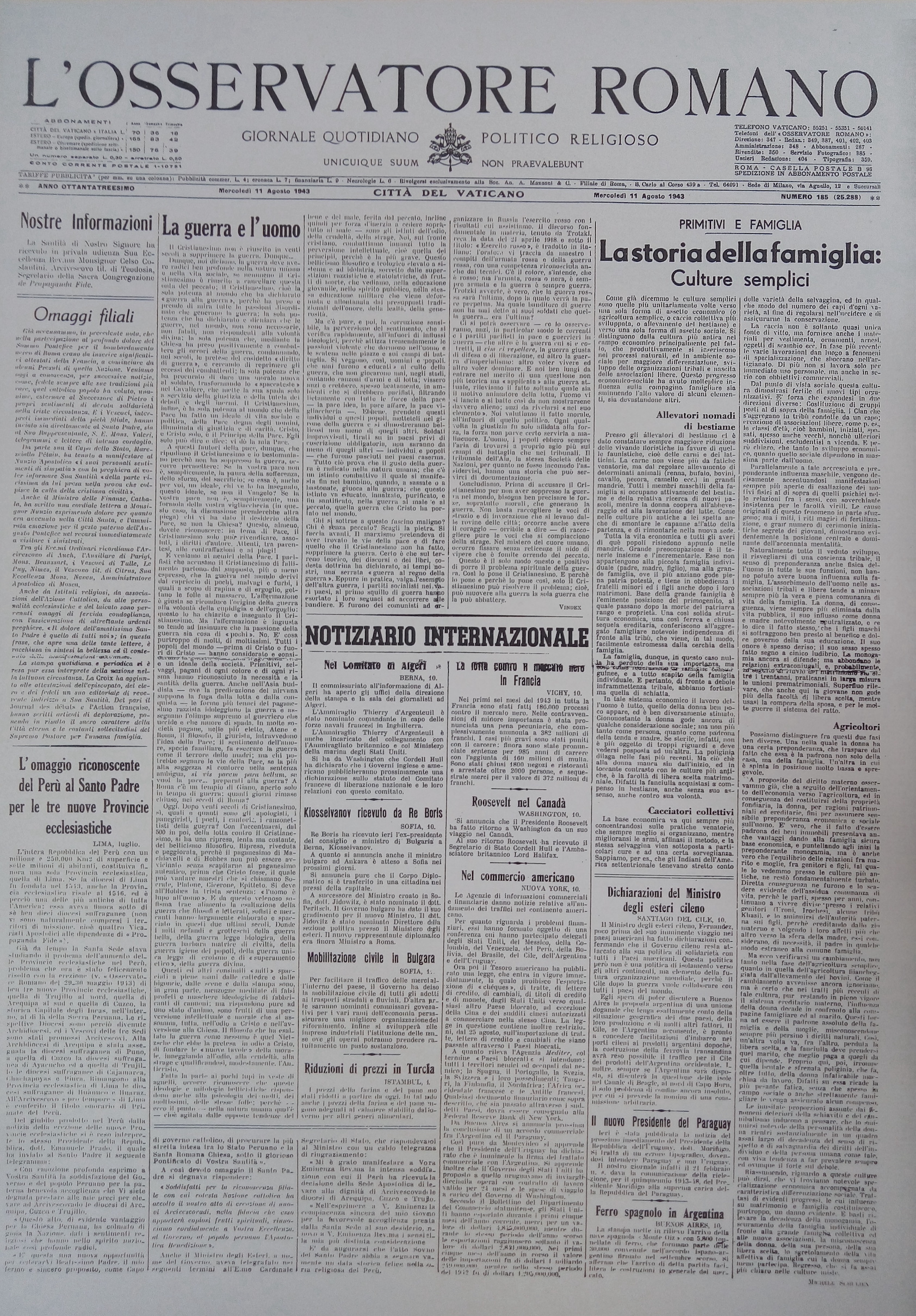
L'Osservatore Romano z 11. srpna 1943

L'Osservatore della Domenica (Nedělní pozorovatel) byla ilustrovaná nedělní příloha k L'Osservatore Romano, založená roku 1934. V letech 1934 – 1951 vycházela pod názvem L'Osservatore Romano della Domenica. V prosinci roku 2007 bylo její vydávání ukončeno.

### Donne Chiesa Mondo
Donne Chiesa Mondo (Svět ženské církve) je barevný měsíčník, věnovaný světu žen, který vychází od května 2012.

### L'Osservatore di Strada
L'Osservatore di Strada (Pozorovatel ulice) je nedělní příloha k L'Osservatore Romano, která vychází od 29. června 2022 vždy první neděli v měsíci. Je věnována lidem na okraji společnosti, autory příspěvků jsou společně s profesionálními novináři bezdomovci, kteří je také následně na Svatopetrském náměstí distribuují.

## Šéfredaktoři
- Nicola Zanchini a Giuseppe Bastia (1861–1866)
- Augusto Baviera (1866–1884)
- Cesare Crispolti (1884–1890)
- Giovan Battista Casoni (1890–1900)
- Giuseppe Angelini (1900–1919)
- Giuseppe Dalla Torre di Sanguinetto (1920–1960)
- Raimondo Manzini (1960–1978)
- Valerio Volpini (1978–1984)
- Mario Agnes (1984–2007)
- Giovanni Maria Vian (2007–2018)
- Andrea Monda (2018–dnes)